# 喜安
喜安（きあん、永禄8年12月29日（1566年1月20日） - 承応2年閏6月18日（1653年8月10日））は、17世紀琉球で活躍した日本の茶人。
和泉国堺に生まれるが、父親が街角の占者に運勢を占わせたところ、「この地では大成しない。成長してから南国に赴けば、必ずや富貴の身となり、栄華に包まれるであろう」といわれたという。幼少から聡明であったといい、千利休の弟子である康印に師事し、茶の湯を教授される。また和歌や漢詩に通じた。
1600年に35歳で琉球に渡る。それから数年で王宮にも名が届き、尚寧王の侍従に取り立てられる。1609年の薩摩の琉球侵攻では、捕虜となった王に付き従い、薩摩側との折衝役を務めた。江戸での徳川秀忠への拝謁にも同行している。1611年の帰国後には御茶道職に任ぜられ、以後、日本式の茶道が琉球に広まった。薩摩には度々交渉で渡り、晩年には親方の位も授けられている。病没するまで御茶道職にあり、その死後も同職は琉球王府の官職として続いた。
尚豊王の時代に、薩摩との開戦前から王の帰国までの2年半を回想した『喜安日記』を著している。過去の軍記物語の影響下に書かれているが、薩摩侵攻に関する重要な史料で、同事件を琉球側の視点で記した唯一の史料である。

## 関連文献
- 喜安『喜安日記』（写者及び年代不詳）所収コレクション：琉球大学附属図書館伊波普猷文庫〈沖縄関係コレクション〉。hdl:20.500.12000/10214。
- 喜安日記 琉球･沖縄関係貴重資料デジタルアーカイブ